# Jerzy Kusiak

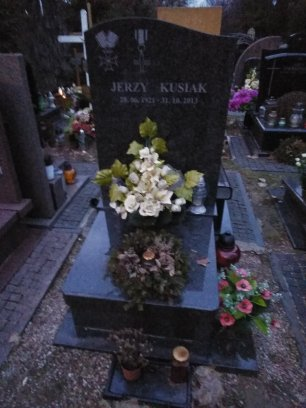
Grób Jerzego Kusiaka na Cmentarzu Wojskowym na Powązkach

Jerzy Stanisław Kusiak (ur. 28 czerwca 1921 we Władysławowie, zm. 31 października 2013 w Warszawie) – polski ekonomista i polityk. Przewodniczący Komitetu Drobnej Wytwórczości (1970–1972), minister gospodarki terenowej i ochrony środowiska (1972–1975), ambasador PRL w Rumunii, poseł na Sejm PRL VII kadencji.

## Życiorys

### Młodość
Urodził się w rodzinie nauczycielskiej, syn Ireny i Stanisława. Maturę zdał w 1939 w Liceum im. I. Paderewskiego w Poznaniu. Po maturze został skierowany do podchorążówki przy 4 Pułku Artylerii Lekkiej, wcześniej od 15 sierpnia 1939 w 9 Baonie Junackich Hufców Pracy w Chorzowie. Posiadał wykształcenie wyższe ekonomiczne w Wyższej Szkole Ekonomicznej w Poznaniu. W latach 1943–1945 jako żołnierz Armii Krajowej był dowódcą plutonu i zastępcą dowódcy kompanii.

### Działalność publiczna
Od lutego 1945 należał do Polskiej Partii Robotniczej i do 1948 był II sekretarzem jej Komitetu Zakładowego przy Wojewódzkim Urzędzie Bezpieczeństwa Publicznego w Poznaniu. Następnie należał do Polskiej Zjednoczonej Partii Robotniczej. Od stycznia 1948 do marca 1952 był instruktorem i zastępcą kierownika wydziału w Komitecie Wojewódzkim PPR, a następnie PZPR w Poznaniu. W okresie od kwietnia 1952 do kwietnia 1954 oraz od sierpnia 1955 do maja 1958 był wojewódzkim pełnomocnikiem ds. skupu w Poznaniu, zaś w latach 1954–1956 był dyrektorem Okręgowych Zakładów Zbożowych w Poznaniu. Od maja 1958 do marca 1960 był przewodniczącym delegatury Najwyższej Izby Kontroli w Poznaniu. W latach 1957–1960 zasiadał w egzekutywie Komitetu Miejskiego PZPR w Poznaniu. Od kwietnia 1960 do kwietnia 1961 był sekretarzem ekonomicznym KW PZPR w Poznaniu.
Od 16 kwietnia 1961 do 5 września 1970 sprawował funkcję przewodniczącego prezydium Rady Narodowej miasta Poznania.
Od 30 czerwca 1970 do 29 marca 1972 był przewodniczącym Komitetu Drobnej Wytwórczości w Warszawie w rządzie Piotra Jaroszewicza, następnie do 28 maja 1975 był ministrem gospodarki terenowej i ochrony środowiska.
Od 1974 był wiceprzewodniczącym Zarządu Głównego Towarzystwa Przyjaźni Polsko-Radzieckiej. Od 5 czerwca 1975 do 30 marca 1979 był I sekretarzem KW PZPR w Kaliszu i zarazem przewodniczącym prezydium tamtejszej Wojewódzkiej Rady Narodowej. Od grudnia 1975 do lutego 1980 był członkiem Komitetu Centralnego PZPR.
W latach 1976–1980 był posłem na Sejm PRL VII kadencji. Do Sejmu został wybrany z okręgu kaliskiego i zasiadał w Komisji Administracji, Gospodarki Terenowej i Ochrony Środowiska. Od 1979 do 1981 był ambasadorem PRL w Rumunii. Od 19 września 1980 do 24 czerwca 1981 był I sekretarzem KW PZPR w Poznaniu. W okresie od października 1980 do lipca 1981 był również zastępcą członka KC PZPR. Po 13 grudnia 1981 został internowany.
Pochowany w grobie urnowym, wraz z żoną Mirosławą z domu Zakrzewską (1924–2020) na cmentarzu Powązki Wojskowe w Warszawie (kwatera D24-20-4).

## Odznaczenia
- Order Sztandaru Pracy II klasy (1964)[7]
- Złoty Medal „Za Zasługi dla Pożarnictwa” (1965)[8]
- Odznaka Honorowa Miasta Poznania (1970)[9]
- Odznaka Honorowa Miasta Kalisza (1971)[10]